# 电话亭

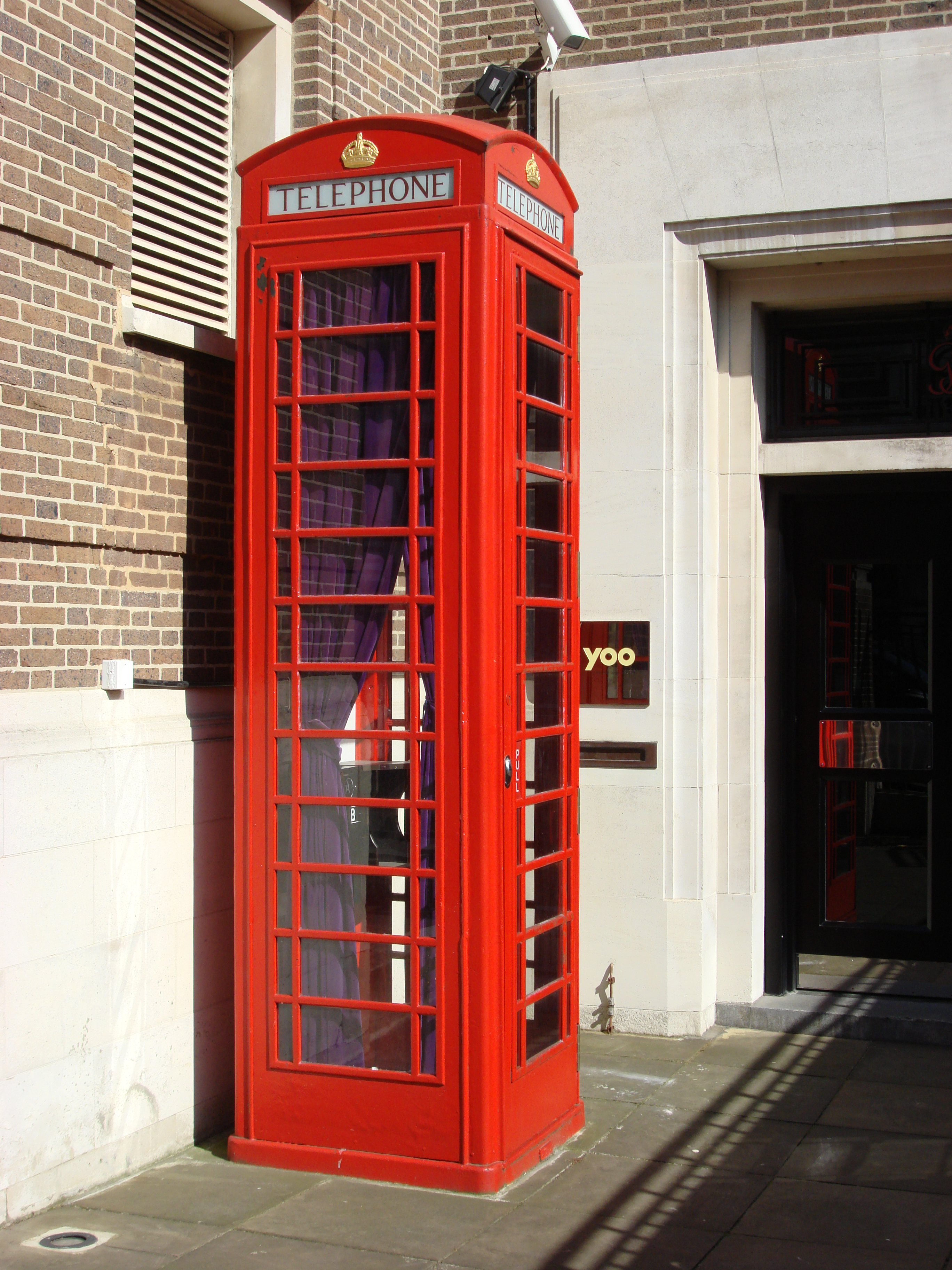
英国的红色电话亭

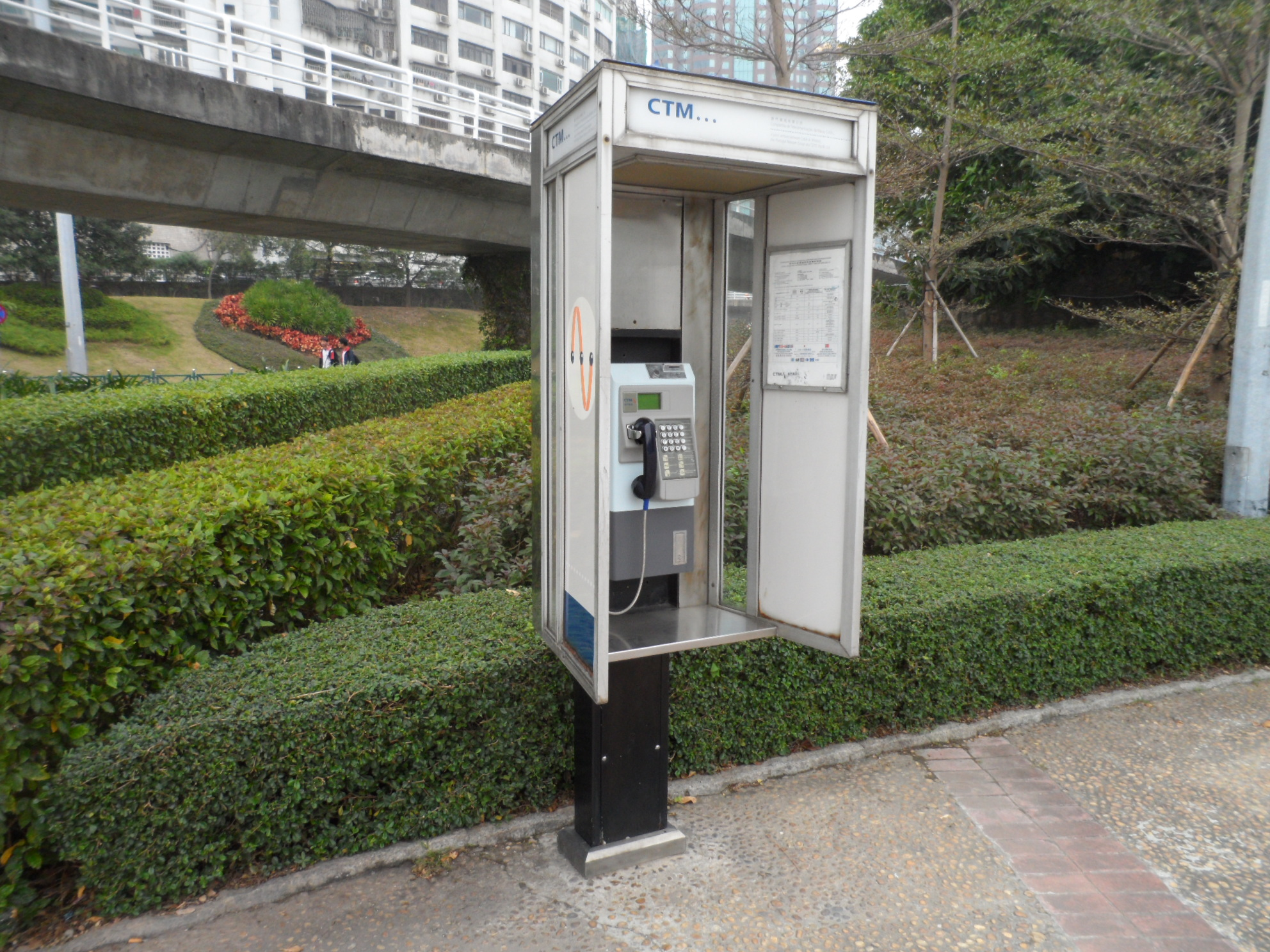
澳门的电话亭

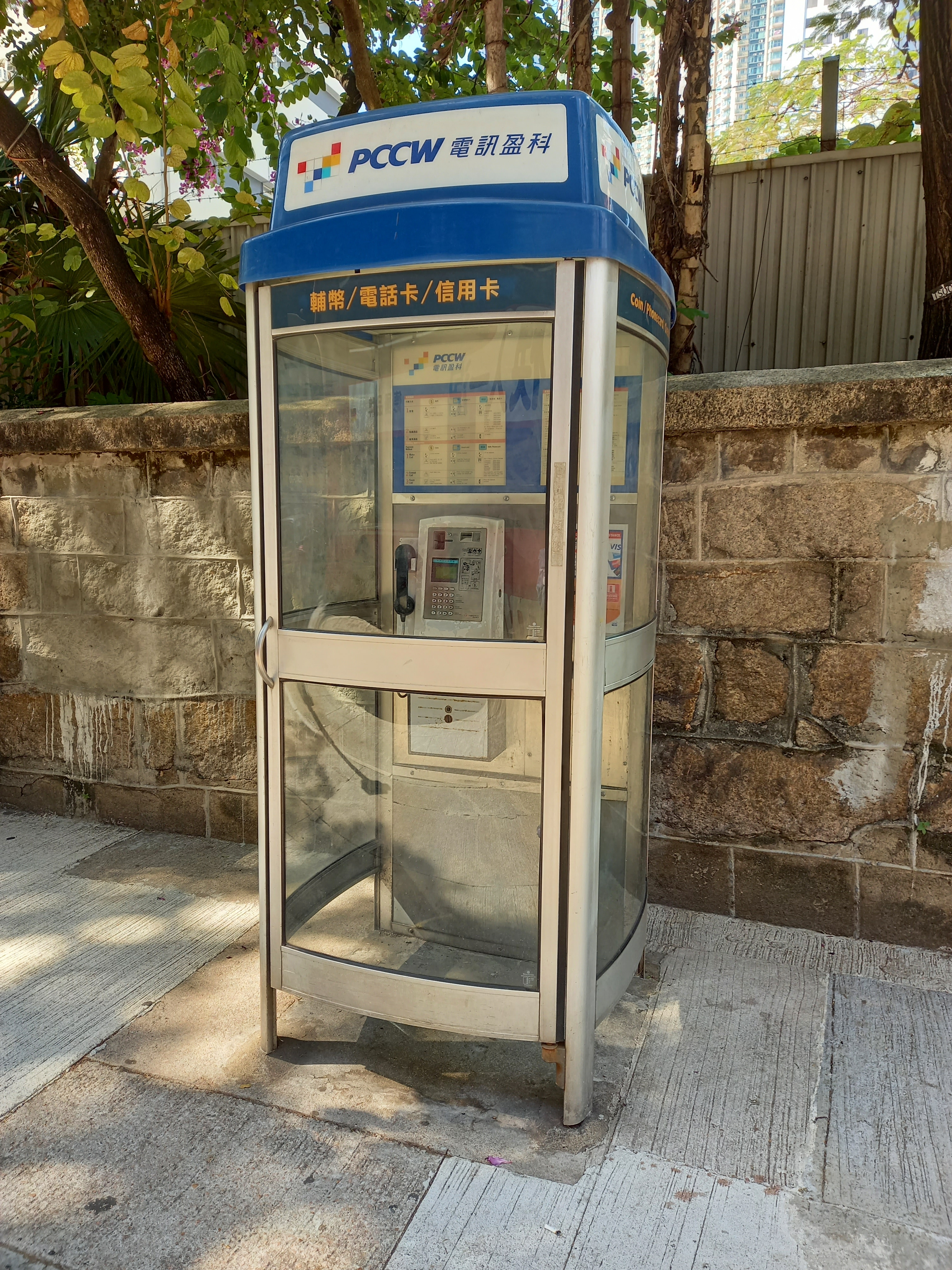
香港的電話亭

电话亭是一个矗立于街头，带有一部公用电话的小屋子，這些公用電話一般需要收費。電話亭通常設有透明或有小窗的閘門，保障使用者的私隱之餘，又可讓人知道電話是否正在使用中。部分地區的電話亭內，會放置電話簿供使用者查閱。
早期的室外電話亭採用木材或金屬製造，設有玻璃窗。一些較新設計的，則採用塑膠或玻璃纖維，簡單耐用之餘亦可減低成本。電話亭外通常印有電話公司的標誌及名稱（通常是國營電信業者，如中国电信（中国大陆）、中華電信（台湾）），以增強品牌形象。位於室內的電話亭，則可能設計得更簡單。
電話亭在1910年代於當時的工業國家開始普及，到1980年代，收費公用電話開始較少被放在電話亭內，部分電話轉移放在小檔裡。使用者談話容易被聽到，間接令使用者不要長時間佔用電話。
一些現代化的電話亭，除電話服務外，亦提供電腦數據連線、傳真、或供聽覺受損者使用的電話等服務。

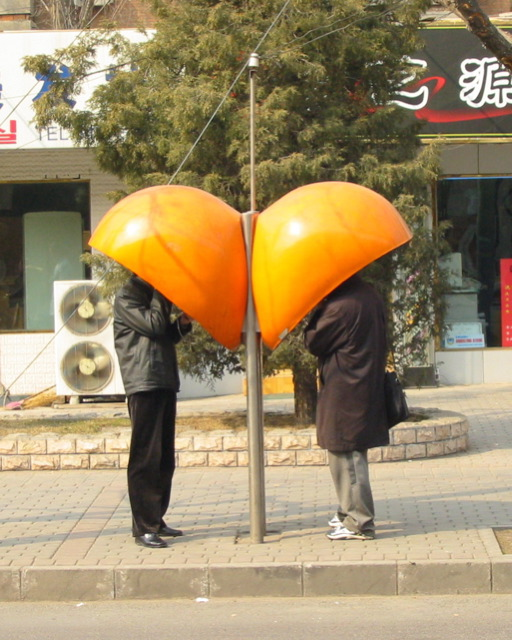
北京的Orelhão

## 另見
- 電話亭KTV